# Maenia de civitate
La lex Maenia de civitate va ser una antiga llei romana de data desconeguda i autor incert, que establia que el nascut de pares peregrini, seguís la condició d'aquell dels dos pares que tingués una condició pitjor.